# Траутмен (Північна Кароліна)
Траутмен (англ. Troutman) — місто (англ. town) в США, в окрузі Еределл штату Північна Кароліна. Населення — 3698 осіб (2020).

## Географія
Траутмен розташований за координатами 35°41′8″ пн. ш. 80°53′6″ зх. д. / 35.68556° пн. ш. 80.88500° зх. д. (35.685598, -80.885126).  За даними Бюро перепису населення США в 2010 році місто мало площу 13,95 км², з яких 13,88 км² — суходіл та 0,07 км² — водойми.

## Демографія
Згідно з переписом 2010 року, у місті мешкали 2383 особи в 903 домогосподарствах у складі 651 родини. Густота населення становила 171 особа/км².  Було 1024 помешкання (73/км²).
Расовий склад населення:
| - 73,3 % — білих - 21,6 % — чорних або афроамериканців - 0,9 % — азіатів - 0,3 % — корінних американців - 1,4 % — осіб інших рас |

До двох чи більше рас належало 2,6 %. Частка іспаномовних становила 4,8 % від усіх жителів.
За віковим діапазоном населення розподілялося таким чином: 26,8 % — особи молодші 18 років, 60,1 % — особи у віці 18—64 років, 13,1 % — особи у віці 65 років та старші. Медіана віку мешканця становила 37,0 року. На 100 осіб жіночої статі у місті припадало 95,3 чоловіків;  на 100 жінок у віці від 18 років та старших — 88,5 чоловіків також старших 18 років.
Середній дохід на одне домашнє господарство  становив 64 628 доларів США (медіана — 48 393), а середній дохід на одну сім'ю — 65 671 долар (медіана — 49 861). За межею бідності перебувало 9,8 % осіб, у тому числі 9,6 % дітей у віці до 18 років та 5,9 % осіб у віці 65 років та старших.
Цивільне працевлаштоване населення становило 1055 осіб. Основні галузі зайнятості: освіта, охорона здоров'я та соціальна допомога — 22,4 %, роздрібна торгівля — 16,2 %, науковці, спеціалісти, менеджери — 13,5 %, мистецтво, розваги та відпочинок — 11,2 %.